# Santuari de San Pedro Regalado
El Santuari de San Pedro Regalado o Monestir Domus Dei és un cenobi situat en la localitat de l'Aguilera (Burgos) dedicat a Pere Regalado. Té el seu origen en una ermita erigida prop del poble al segle xiv, on es van establir el franciscà fra Pedro de Villacreces i altres companys seus el 1404. És és la casa principal de la congregació femenina Iesu Communio. El 21 de febrer de 2017 es va incoar procediment per a la declaració de la col·lecció de gergues sobre la vida de Sant Pere Regalado de l'església del convent de l'Aguilera com Bé d'Interès Cultural (BIC).

## Història

### Franciscans
En morir fra Pedro de Villacreces a Peñafiel el 1422, Pedro Regalado va ser posat al capdavant dels Villacrecians. La seva fama de santedat va anar creixent de forma ràpida, se li van atribuir episodis de bilocació i es va estendre la seva devoció tant entre les classes humils com entre les poderoses, ja que la seva tomba fou visitada per la reina Isabel I de Castella. Fou canonitzat el 1746 per Benet XIV. Al setembre de 1517 el monestir va acollir en una de les seves cel·les al cardenal Francisco Jiménez de Cisneros, que recentment havia establert la Cort de la Regència en Aranda de Duero a l'espera de trobar-se amb l'hereu de la corona. A mitjan octubre va iniciar el viatge per trobar-se amb el monarca, però va morir en la vila de Rosegui el 8 de novembre de 1517 sense haver pogut complir el seu objectiu.

### Clarisses
El 2004 els franciscans van cedir per 30 anys l'ús del Convent de Santa Clara (Lerma) a les clarisses de Lerma, concretament a la comunitat instal·lada en L'Aguilera que depenia de l'abadessa del Monestir de l'Ascensió del nostre Senyor (Lerma).

### Iesu Communio
Posteriorment, la comunitat de clarisses va adquirir el monestir i el 8 de desembre de 2010 va ser aprovat per la Santa Seu el nou institut religiós denominat Iesu Communio, confirmant com superiora general de les antigues clarisses de Lerma i L'Aguilera a Sor Verònica. El nunci Renzo Fratini i el cardenal Antonio María Rouco Varela van acompanyar a l'arquebisbe de Burgos en la celebració eucarística que va tenir lloc el 12 de febrer de 2011 a la Catedral de Burgos quan les 186 religioses es van adherir formalment al nou institut.
Al voltant de l'antic monestir franciscà, Iesu Communio ha afegit noves construccions, totes elles singulars. Hi ha una nova església, dissenyada per l'arquitecte Jaime Juárez Hortes, per a ús diari de la comunitat. També un gran edifici circular amb cel·les per a les religioses, una hostatgeria, un locutori i altres dependències conventuals.